# Щебневская
Щебневская — деревня в Шенкурском районе Архангельской области. Входит в состав муниципального образования «Ровдинское».

## География
Деревня расположена в южной части Архангельской области, в таёжной зоне, в пределах северной части Русской равнины, в 70 километрах на юг от города Шенкурска, на левом берегу реки Пуя, притока Ваги. Ближайшие населённые пункты: на юго-востоке, на противоположенном берегу реки, село Демидовское.
Часовой пояс
Щебневская, как и вся Архангельская область, находится в часовой зоне МСК (московское время). Смещение применяемого времени относительно UTC составляет +3:00.

## Население
| 2002 | 2010 | 2012 |
| ---- | ---- | ---- |
| 14   | ↘10  | →10  |

## История
Указана в «Списке населённых мест по сведениям 1859 года» в составе Шенкурского уезда(1-го стана) Архангельской губернии под номером «2137» как «Шебневская(Щебневская,Кострушина)». Насчитывала 11 дворов, 44 жителя мужского пола и 46 женского.
В «Списке населенных мест Архангельской губернии к 1905 году» деревня Щебневское(Кострушина) насчитывает 15 дворов, 65 мужчин и 62 женщины.  В административном отношении деревня входила в состав Нижнепуйского сельского общества Ровдинской волости.
На 1 мая 1922 года в поселении 27 дворов, 52 мужчины и 70 женщин.